# Charles Drake
Charles Drake, pseudonimo di Charles Ruppert (New York, 2 ottobre 1917 – East Lyme, 10 settembre 1994), è stato un attore statunitense.
Recitò in svariate produzioni cinematografiche e televisive.

## Filmografia parziale

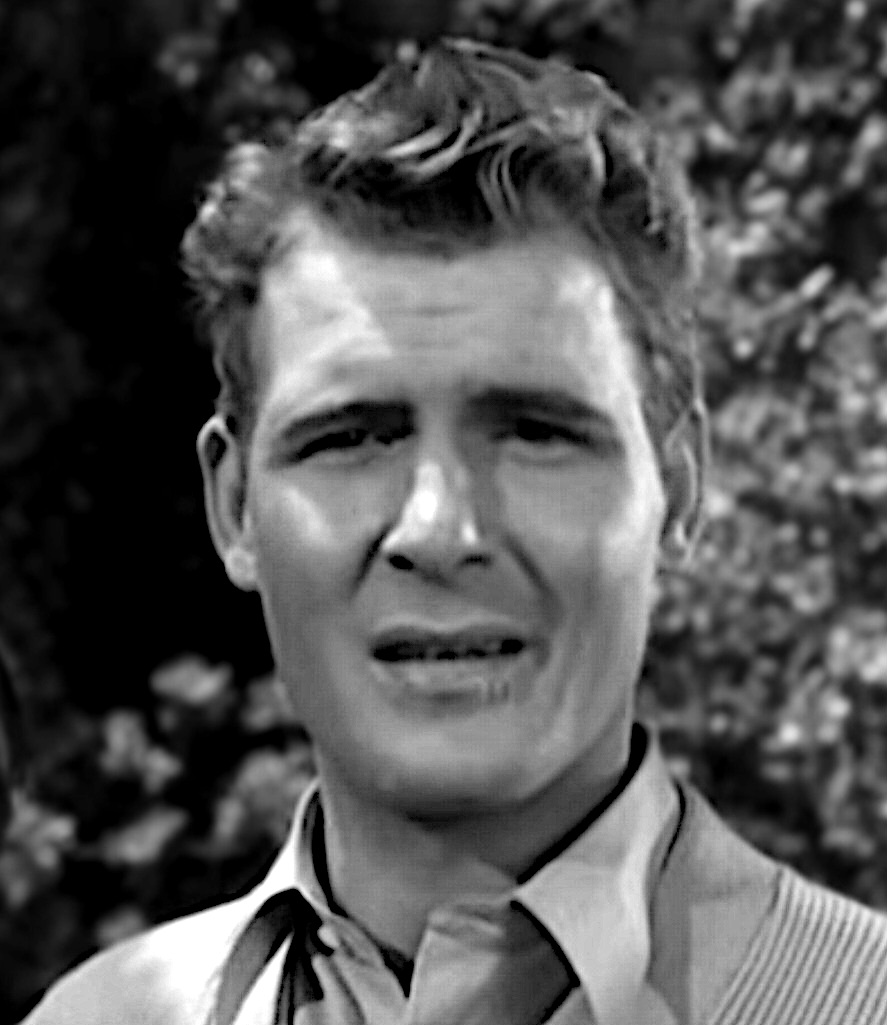
Drake nel 1942

### Cinema
- Il signore resta a pranzo (The Man Who Came to Dinner), regia di William Keighley (1942)
- Arcipelago in fiamme (Air Force), regia di Howard Hawks (1943)
- Nebbie (Conflict), regia di Curtis Bernhardt (1945)
- Incontro nei cieli (You Came Along), regia di John Farrow (1945)
- Una notte a Casablanca (A Night in Casablanca), regia di Archie Mayo (1946)
- Tarzan e la fontana magica (Tarzan's Magic Fountain), regia di Lee Sholem (1949)
- Pelle di bronzo (Comanche Territory), regia di George Sherman (1950)
- La regina dei tagliaborse (I Was a Shoplifter), regia di Charles Lamont (1950)
- Winchester '73, regia di Anthony Mann (1950)
- Peggy la studentessa (Peggy), regia di Frederick De Cordova (1950)
- Harvey, regia di Henry Koster (1950)
- I moschettieri dell'aria (Air Cadet), regia di Joseph Pevney (1951)
- L'autocolonna rossa (Red Ball Express), regia di Budd Boetticher (1952)
- L'oro maledetto (The Treasure of Lost Canyon), regia di Ted Tetzlaff (1952)
- Il dominatore del Texas (Gunsmoke), regia di Nathan Juran (1953)
- Il complice segreto (The Lone Hand), regia di George Sherman (1953)
- Destinazione... Terra! (It Came from Outer Space), regia di Jack Arnold (1953)
- Il maggiore Brady (War Arrow), regia di George Sherman (1953)
- La storia di Glenn Miller (The Glenn Miller Story), regia di Anthony Mann (1954)
- Tobor - Il re dei robot (Tobor the Great), regia di Lee Sholem (1954)
- I desperados della frontiera (Four Guns to the Border), regia di Richard Carlson (1954)
- All'inferno e ritorno (To Hell and Back), regia di Jesse Hibbs (1955)
- Delitto sulla spiaggia (Female on the Beach), regia di Joseph Pevney (1955)
- Secondo amore (All That Heaven Allows), regia di Douglas Sirk (1955)
- La terra degli Apaches (Walk the Proud Land), regia di Jesse Hibbs (1956)
- Un solo grande amore (Jeanne Eagles), regia di George Sidney (1957)
- Quattro donne aspettano (Until They Sail), regia di Robert Wise (1957)
- La pallottola senza nome (No Name on the Bullet), regia di Jack Arnold (1959)
- Dimmi la verità (Tammy Tell me True), regia di Harry Keller (1961)
- Il sentiero degli amanti (Back Street), regia di David Miller (1961)
- Il collare di ferro (Showdown), regia di R.G. Springsteen (1963)
- Gli impetuosi (The Lively Set), regia di Jack Arnold (1964)
- Tre donne per uno scapolo (Dear Heart), regia di Delbert Mann (1964)
- Il terzo giorno (The Third Day), regia di Jack Smight (1965)
- La valle delle bambole (Valley of the Dolls), regia di Mark Robson (1967)
- Un uomo a nudo (The Swimmer), regia di Frank Perry (1968)
- Hail, Hero!, regia di David Miller (1969)
- Il compromesso (The Arrangement), regia di Elia Kazan (1969)
- I 7 minuti che contano (The Seven Minutes), regia di Russ Meyer (1971)

### Televisione
- The 20th Century-Fox Hour – serie TV, episodio 1x13 (1956)
- Climax! – serie TV, episodio 2x26 (1956)
- Scacco matto (Checkmate) – serie TV, episodio 2x11 (1961)
- The Dick Powell Show – serie TV, episodio 1x25 (1962)
- Star Trek – serie TV, episodio 2x12 (1967)
- Il virginiano (The Virginian) – serie TV, 2 episodi (1969-1970)